# アークティカ (小惑星)
アークティカ (1031 Arctica) は小惑星帯に位置する小惑星。クリミア半島のシメイズ天文台で、ソビエト連邦の天文学者セルゲイ・ベリャフスキーによって発見された。
北氷洋 (Arctic) にちなんで命名された。